# 浦嶋りんこ
浦嶋 りんこ（うらしま りんこ、年齢非公表1月10日 - ）は、日本の女性歌手、舞台女優。三重県四日市市出身。ファンキージャム所属。
旧名：高嶋りん、浦嶋りん。

## 来歴・人物
1992年、アマチュア時代に久保田利伸のバックコーラスとしてツアーに参加。
1993年以降、DREAMS COME TRUE（のライブにおいては「バッキボー（Backing Vocalの略）」）他、中西圭三らのライブや、B'z、Bro.TOM、KinKi Kidsなどのコーラスを担当。
1995年にはFUNK THE PEANUTSのFUN・P1号としてCDデビュー。
1997年にはシングル「はじまるよ!/とびだせパレード!」をソロで発売する。タイトル曲の2曲とも、『しましまとらのしまじろう』のオリジナル・ビデオ「しまじろうのすきすきミュージックシリーズ」のオープニングテーマ（2種ある）に起用された。
1999年、『RENT』で、舞台初出演を果たす。
2002年にはソロシングル「RIN」をインディーズで発売。同年12月には芸名をそれまでの「浦嶋りん」から「浦嶋りんこ」に改名。

## ディスコグラフィ

### シングル
- はじまるよ!/とびだせパレード!（1997年12月10日発売） - 『しましまとらのしまじろう』のオリジナル・ビデオ「しまじろうのすきすきミュージックシリーズ」オープニングテーマ。
- RIN（2002年発売）

### アルバム
- 抱擁（2004年12月22日発売）
- VIVA!Forties（2008年8月29日発売）

## 主な出演

### 舞台
- 『RENT』（1999年） - ジョアンヌ 役
- 『I GOT MERMAN』（2000年・2002年・2012年）
- 『Footloose』（2001年）
- 『LITTLE SHOP OF HORRORS』（2005年）
- 『Viva! Forties』（2005年 - 2008年）
- 『ハウ・トゥー・サクシード』（2007年） - ミス・ジョーンズ 役
- 『Sing,Harlem,Sing!』（2008年）
- 『ドロウジー・シャペロン』（2009年）
- 『トリツカレ男』（2009年）
- 『Nine The Musical』（2009年）
- 『イカれた主婦 -ANGRY HOUSEWIVES-』（2010年）
- 『オトカ』（2011年）
- 『ピグマリオン』（2011年）
- 『レ・ミゼラブル』（2013年・2015年） - ティナルディエの妻 役
- 『フル・モンティ』（2014年） - ジャネット 役
- 『シスター・アクト〜天使にラブ・ソングを〜』（2014年・2016年） - メアリー・パトリック 役
- 『ボクが死んだ日はハレ』（2017年・2019年）
- 『メリー・ポピンズ』（2018年・2022年・2026年） - ミセス・ブリル役[2]
- 『愛のレキシアター ざ・びぎにんぐ・おぶ・らぶ』（2019年）
- 『Waitless』（2021年）
- 『オリバー！』（2021年）
- 『ジャニス』（2022年）- ニーナ・シモン / ブルース・シンガー / ジョプリナーズ 役[3]
- 『家政夫のミタゾノ THE STAGE 〜お寺座の怪人〜』（2022年） - 小田切花蓮 役[4]
- 『雨が止まない世界なら in 2024』（2024年）[5]
- 『ジャングル大帝』（2024年）[6][7]
- 『チョコレート・アンダーグラウンド』（2025年）[8]

### 映画
- 『オペレッタ狸御殿』（2005年）

### テレビ
- 新堂本兄弟 - 堂本ブラザーズバンドBGV（フジテレビ系、2009年）
- フックブックロー - リリック（ネコ）の声　（NHK Eテレ、2011年3月28日 - 2016年4月1日）

### 吹き替え
- キャッツ（2020年） - ジェニエニドッツ〈レベル・ウィルソン〉 役[9]
- 2分の1の魔法（2020年） - マンティコア〈オクタヴィア・スペンサー〉 役[10]
- リトル・マーメイド（2023年） - アースラ〈メリッサ・マッカーシー〉 役[11]

### バックコーラスを担当した主なアーティスト

#### コンサート・ライブ
- 久保田利伸（1992年）
- DREAMS COME TRUE（1993年～1996年、1999年、2001年～2006年、2014年～2019年）
- ブラザー・トム（1993年）
- 中西圭三（1995年、1997年、1998年、2000年～2002年）
- 米倉利紀（2001年）
- KinKi Kids（2003年）
- 堂本剛（2004年、2007年～2008年[12]）
- 村上“ポンタ”秀一（2006年）
- 小柳ゆき（2008年）

#### レコーディング
- 渡辺大之伸（1992年：Royal Straight Soul III Vol.1）
- B'z（1994年：The 7th Blues）
- Bro.TOM（1993年：手のひらがまだ小さかった頃、俺たちも神様だった）
- KinKi Kids
（2003年：G album -24/7-、2004年：ね、がんばるよ。、2005年：H album -H・A・N・D-、2006年：I album -iD-、2007年：39）
- OZROSAURUS（2003年：JUICE）
- Fantastic Plastic Machine（2003年：too）
- 石井竜也（2004年：NYLON KING、今夜はダンステリア、2006年：DANCE NYLON）
- SMAP（2006年：Pop Up! SMAP）
- ウルフルズ（2006年：サムライソウル、YOU）
- 堂本剛
  - ENDLICHERI☆ENDLICHERI
（2006年：ソメイヨシノ、Coward、The Rainbow Star、2007年：空が泣くから、Neo Africa Rainbow Ax）
  - 244 ENDLI-x（2008年：I AND 愛）
- 土屋公平（2008年：MUSIC FLOWER）
- UNCHAIN（2008年：rapture）
- 堂本光一（2009年：BPM）
- 小柳ゆき（2009年：The Best Now & Then 〜10th Anniversary〜）
- ASKA（2009年：12）
- 春畑道哉（2022年：WE PROMISE）